# Laureaci Nagrody Ig Nobla (2010)
Lista osób wyróżnionych Ig Noblem w roku 2010:
| Osoba | Dziedzina         | Praca |
| --- | ----------------- | --- |
| Karina Acevedo-Whitehouse Agnes Rocha-Gosselin Diane Gendron                                                              | inżynieria        | Opracowanie metody zbieranie wydzieliny z nosa wieloryba za pomocą helikoptera.                                                                                     |
| Simon Rietveld Ilja van Beest                                                                                             | medycyna          | Odkrycie, że objawy astmy mogą być uśmierzane za pomocą jazdy kolejką górską.                                                                                       |
| Toshiyuki Nakagaki Atsushi Tero Seiji Takagi Tetsu Saigusa Kentaro Ito Kenji Yumiki Ryo Kobayashi Dan Bebber Mark Fricker | logistyka         | Użycie pleśni do wytyczenia optymalnych dróg transportu. |
| Lianne Parkin Sheila Williams Patricia Priest                                                                             | fizyka            | Udowodnienie, że założenie skarpet na buty zmniejsza ryzyko poślizgnięcia się na oblodzonej drodze.                                                                 |
| Richard Stephens John Atkins Andrew Kingston                                                                              | nagroda pokojowa  | Udowodnienie, że przeklinanie redukuje odczuwanie bólu. |
| Manuel Barbeito Charles Mathews Larry Taylor                                                                              | zdrowie publiczne | Udowodnienie, że mikroorganizmy dobrze rozwijają się w brodach naukowców.                                                                                           |
| Goldman Sachs AIG Lehman Brothers Bear Stearns Merrill Lynch Magnetar                                                     | ekonomia          | Nagroda dla dyrektorów za stworzenie i wypromowanie nowych metod inwestycji kapitału, które zwiększają zysk i minimalizują ryzyko dla gospodarki, albo część z tego |
| Eric Adams Scott Socolofsky Stephen Masutani BP                                                                           | chemia            | Obalenie teorii o niemieszaniu się oleju z wodą. |
| Alessandro Pluchino Andrea Rapisarda Cesare Garofalo                                                                      | zarządzanie       | Dowód matematyczny, że losowe awansowanie pracowników przynosi organizacjom większe korzyści.                                                                       |
| Libiao Zhang Min Tan Guangjian Zhu Jianping Ye Tiyu Hong Shanyi Zhou Shuyi Zhang Gareth Jones                             | biologia          | Badania nad seksem oralnym wśród owocożernych nietoperzy. |